# 2020年香港立法會選舉民主黨黨內甄選
2020年香港立法會選舉民主黨黨內甄選，是民主黨就參加2020年香港立法會選舉決定參選人的初選，其中地區直選及區議會（第二）部分於2020年1月－5月期間進行。民主黨於地區直選選區只出一張名單，而區議會（第二）（超級區議會）出兩張名單。是次初選除深水埗區議員袁海文挑戰現任立法會議員黃碧雲於九龍西的出選權外，均只有現任議員參選，但至5月3日，袁海文承認落敗。
至5月17日民主黨進行特別會員大會，7名現任議員均獲通過，被民主黨推薦參加立法會選舉。不過，現任民主黨九龍西立法會議員黃碧雲被接近1／4的黨友反對出選，成為各媒體報道是次初選的焦點之一。最終黃碧雲於民主派初選落敗，令民主黨自1998年來，首次於九龍西未有派員參選。
至2020年7月，趙家賢正式於黨內表態有意參選立法會區議會（第一）界別，但至7月23日，民主黨經黨內投票後，宣布將不會派員參選。

## 選前傳聞
於港島區，許智峯因制止政府人員手機監察議員行蹤而搶手機引發的風波，政圈一直盛傳有黨內元老不滿希望換人，但多名民主黨港島區議員包括羅健熙及趙家賢均表明不會挑戰。另外亦有傳趙家賢有意出選區議會（第一）選區。

## 提名門檻
是次參選，由過往「一人提名，二人和議」，改為需取得十名黨員現名提名才能「入閘」。

## 計分機制
民調佔六成，支部和地區黨團投票則各佔兩成。

## 初選參選人
以粗體顯示者為初選勝出人。

### 香港島
- 許智峯 - 現任立法會議員（香港島），中西區區議會中環選區區議員。

### 九龍西
- 黃碧雲 - 香港理工大學講師，民主黨中常委，現任立法會議員（九龍西）
- 袁海文 - 九龍西支部主席，深水埗區議會荔枝角中選區區議員。

### 九龍東
- 胡志偉 - 民主黨主席，現任立法會議員（九龍東）

### 新界西
- 尹兆堅 - 民主黨副主席，現任立法會議員（新界西），葵青區議會石蔭選區區議員。

### 新界東
- 林卓廷 - 現任立法會議員（新界東），北區區議會石湖墟選區區議員。

### 區議會（第二）
- 涂謹申 - 香港執業律師，現任立法會議員（區議會（第二））及油尖旺區議會奧運選區區議員。
- 鄺俊宇 - 現任立法會議員（區議會（第二））及元朗區議會北朗選區區議員，同時為註冊社工及作家

## 選舉結果
- 袁海文於5月3日深夜在社交平台貼文，稱黨內甄選已有結果，願意接受黨友們作的決定，又恭喜黃碧雲，寄望她繼續努力。而香港01則報道，袁海文在支部中取得11票，地區黨團得9票，而作為現任議員的黃碧雲，在支部中區取得33票，地區黨團得23票。[3]
- 於2020年5月17日民主黨於香港明愛九龍中心禮堂，舉行特別會員大會，最終各參選人得票如下：[5][6]

| 選區           | 候選人 | 贊成 | 反對 | 棄權 | 白票／廢票 |
| -------------- | ------ | ---- | ---- | ---- | ---------- |
| 香港島         | 許智峯 | 175  | 15   | 5    | 1          |
| 九龍西         | 黃碧雲 | 139  | 50   | 8    | 2          |
| 九龍東         | 胡志偉 | 192  | 5    | 0    | 0          |
| 新界東         | 林卓廷 | 173  | 17   | 8    | 0          |
| 新界西         | 尹兆堅 | 185  | 6    | 0    | 0          |
| 區議會（第二） | 鄺俊宇 | 189  | 0    | 0    | 3          |
| 區議會（第二） | 涂謹申 | 188  | 0    | 0    | 4          |

上述獲選人士將籌組民主黨在相關選區的參選名單，名單由中委會作最後把關，決定最終出選人士。但有別於以往的初選，民主黨黨內初選的勝出者，仍然要參與民主派初選協調機制。

## 後續發展

### 民主派初選

#### 選舉結果
| 選區           | 選區 | 參選人                         | 得票數  | 得票率 | 結果  |
| -------------- | ---- | ------------------------------ | ------- | ------ | ----- |
| 香港島         |      | 許智峯、蘇逸恒                 | 28,189  | 31.17% | 第1名 |
| 九龍西         |      | 黃碧雲                         | 4,718   | 5.82%  | 第7名 |
| 九龍東         |      | 胡志偉                         | 10,421  | 11.30% | 第5名 |
| 新界西         |      | 尹兆堅                         | 18,608  | 10.54% | 第5名 |
| 新界東         |      | 林卓廷、黃凱盈、吳定霖、郭㙟豐 | 15,315  | 9.31%  | 第6名 |
| 區議會（第二） |      | 涂謹申                         | 49,991  | 9.43%  | 第4名 |
| 區議會（第二） |      | 鄺俊宇                         | 268,630 | 50.69% | 第1名 |

## 資料來源
1. 1 2 3 4 5  吳倬安. . 香港01. 2020-01-15  [2020-01-23]. （原始内容存档于2020-09-01） （中文（香港））.
2. ↑  吳倬安. . 香港01. 2019-12-16  [2020-01-23]. （原始内容存档于2020-01-06） （中文（香港））.
3. 1 2  周禮希. .   [2020-05-04].
4. ↑  .   [2020-05-17]. （原始内容存档于2020-05-22）.
5. 1 2  周禮希. .   [2020-05-17]. （原始内容存档于2021-12-29）.
6. 1 2  .   [2020-05-17].[]
7. ↑  .   [2020-05-17]. （原始内容存档于2021-11-09）.
8. ↑  .   [2020-07-23]. （原始内容存档于2020-11-26）.
9. ↑  . Apple Daily 蘋果日報.   [2020-01-23]. （原始内容存档于2020-01-16） （中文）.